# Sennfeld (Adelsheim)
Sennfeld ist ein Stadtteil von Adelsheim im Neckar-Odenwald-Kreis in Baden-Württemberg. Sennfeld liegt rund zwei Kilometer südwestlich von Adelsheim im Seckachtal und hat etwa 1200 Einwohner.

## Geschichte

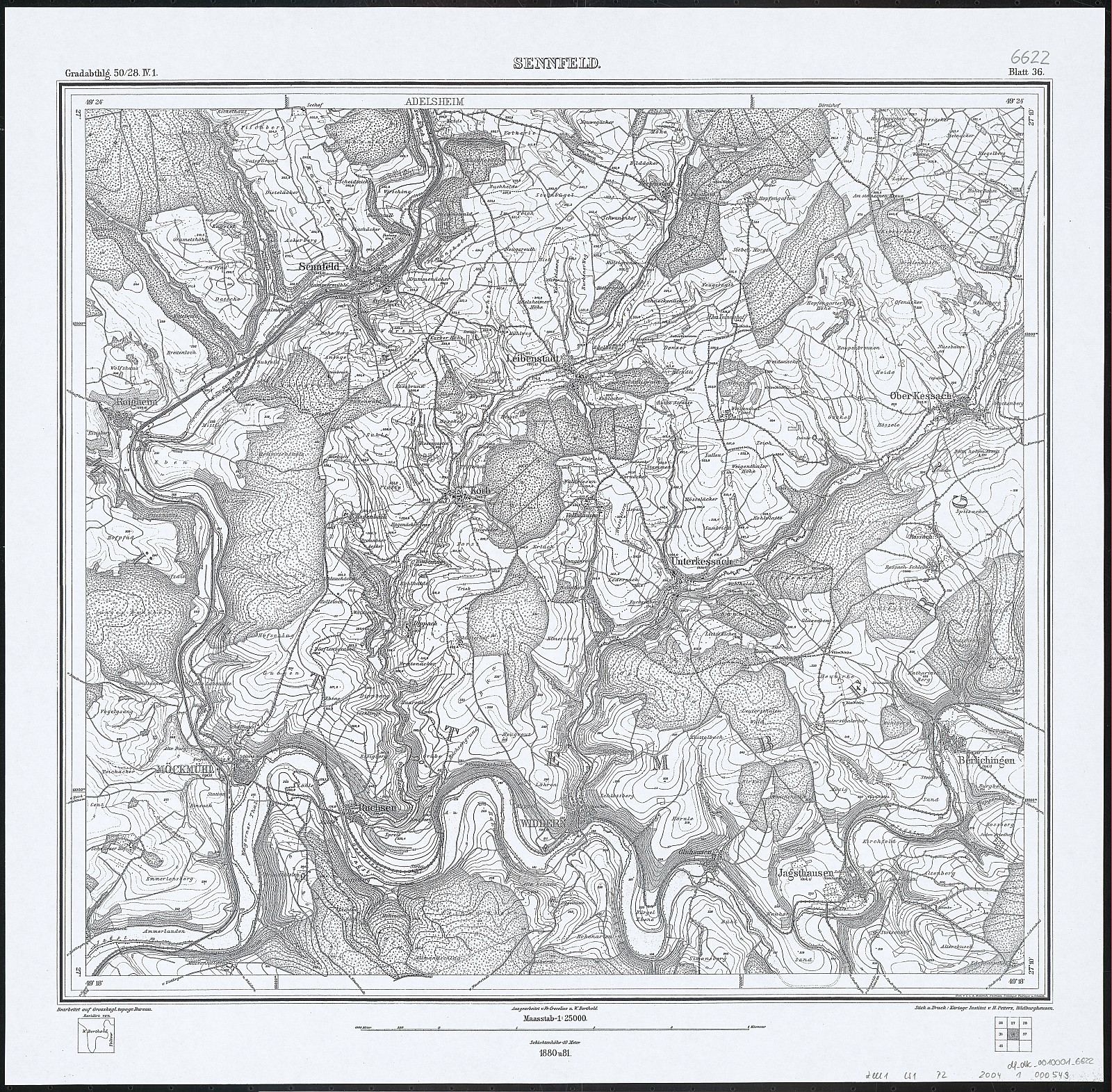
Messtischblatt Nr. 6622 Sennfeld von 1880/1881

Der Ort wurde erstmals im Jahre 1110 urkundlich erwähnt. Die ältesten Namensformen sind Senfeldt (um 1100) und Senvfelt (1271). Der Name leitet sich von Senffeld ab. 1615 stiftete Margaretha von Carben, eine Enkelin des Ritters Götz von Berlichingen, die evangelische Pfarrkirche. Das Schloss von Sennfeld, ehemals im Besitz von Familienangehörigen der Freiherren von Berlichingen, wurde 1713 im ländlichen Barockstil erbaut.
Sennfeld kam 1806 an das Großherzogtum Baden, gehörte zum Amt Osterburken und kam mit diesem 1828 zum Bezirksamt Adelsheim, das 1936 im Bezirksamt Buchen aufging, aus dem 1938 der Landkreis Buchen wurde. Die Gemeinde Sennfeld und die Stadt Adelsheim schlossen sich am 1. Januar 1975 zur Stadt Adelsheim zusammen. Bis 1846 gehörte Volkshausen zur Gemeinde Sennfeld. Vor dem Zusammenschluss mit Adelsheim gehörten zur Gemeinde Sennfeld das Dorf Sennfeld, die Orte Hof Bender und Roßbrunnerhof und die Wohnplätze Hammermühle und Talmühle.

## Wappen
Die Blasonierung des ehemaligen Gemeindewappens lautet: „In gespaltenem Schild vorne in Silber ein gebogenes schwarzes Bockshorn, hinten in Rot ein silberner Rüdenrumpf mit goldenem Stachelhalsband.“

## Kulturdenkmale
In Sennfeld befindet sich die 1615 von Margaretha von Carben gestiftete evangelische Pfarrkirche. Das Schloss von Sennfeld, ehemals im Besitz von Familienangehörigen der Herren von Berlichingen, wurde 1713 im ländlichen Barockstil erbaut. Die ehemalige und von 1836 bis 1938 als Gotteshaus genutzte Synagoge des Ortes ist heute Museum. Zu weiteren markanten Gebäuden des Ortes zählen das evangelische Pfarrhaus sowie das um 1900 erbaute ehemalige Rathaus.

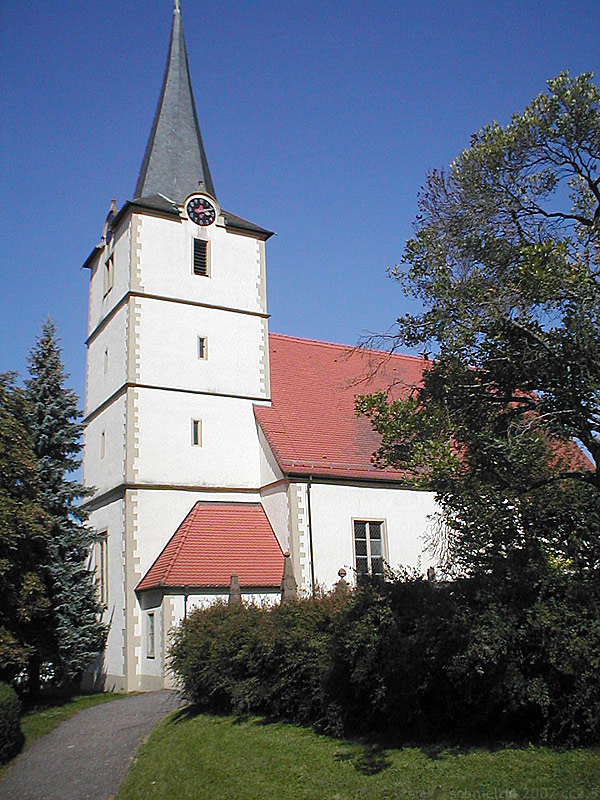
Evangelische Pfarrkirche
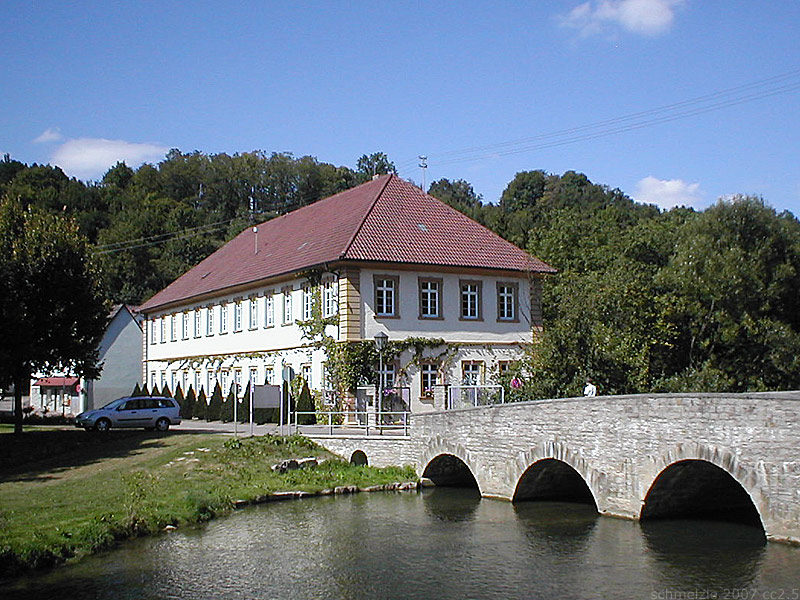
Schloss Sennfeld
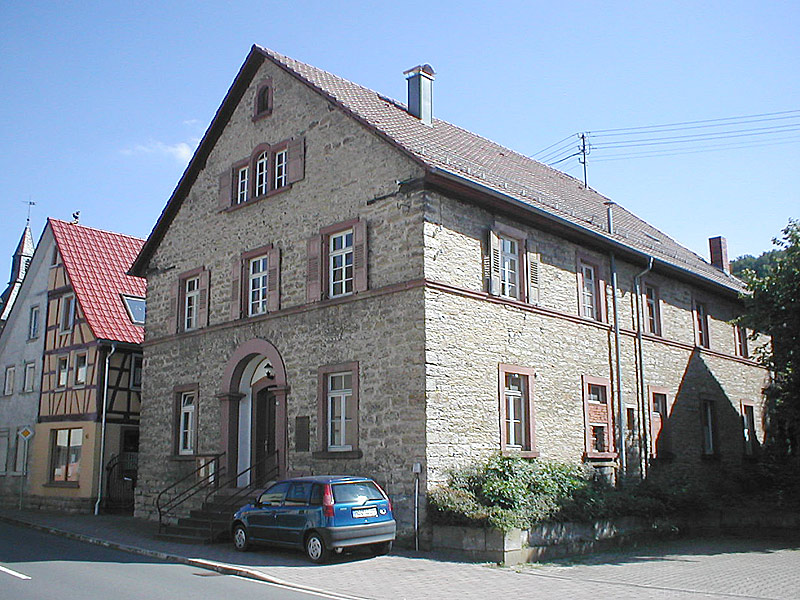
Ehemalige Synagoge
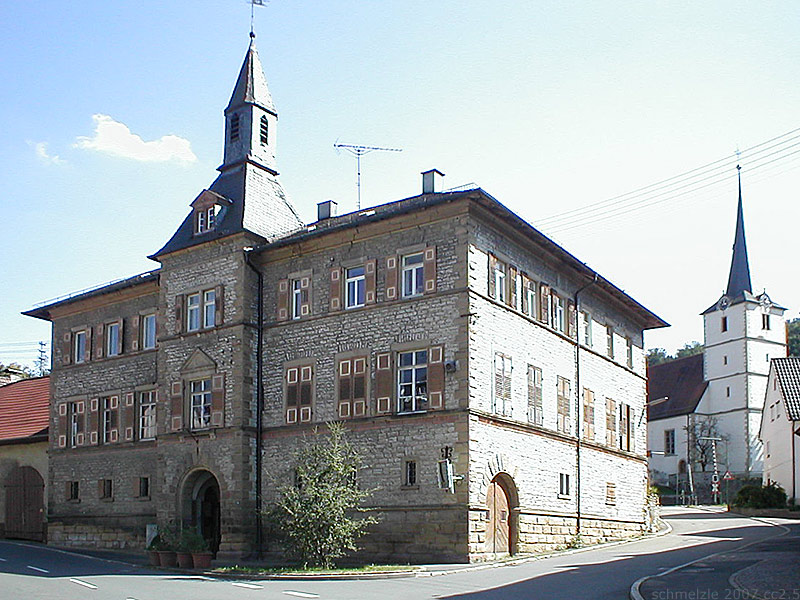
Ehemaliges Schulhaus

## Verkehr
Der Haltepunkt Sennfeld liegt an der Frankenbahn von Stuttgart nach Würzburg. Es halten stündlich Regionalbahnen nach Osterburken und Heilbronn, die teilweise nach Stuttgart und Tübingen durchgebunden werden. Die Entfernung zu der Anschlussstelle Osterburken der Autobahn A 81 zwischen Würzburg und Heilbronn beträgt etwa 9 km.

## Persönlichkeiten
- Dominik Leibl (1869–1947), österreichischer und tschechoslowakischer sozialistischer Gewerkschafter und Politiker